# پوگورو
پوگورو شهری در شهرستان رولو در استان بام در بورکینافاسوی شمالی است و جمعیت آن ۲۲۱۳ نفر است.